# Municipio de Coal (Misuri)
El municipio de Coal (en inglés: Coal Township) es un municipio ubicado en el condado de Vernon en el estado estadounidense de Misuri. En el año 2010 tenía una población de 277 habitantes y una densidad poblacional de 3,13 personas por km².

## Geografía
El municipio de Coal se encuentra ubicado en las coordenadas 37°48′47″N 94°33′48″O / 37.81306, -94.56333. Según la Oficina del Censo de los Estados Unidos, el municipio tiene una superficie total de 88.48 km², de la cual 87,82 km² corresponden a tierra firme y (0,74 %) 0,66 km² es agua.

## Demografía
Según el censo de 2010, había 277 personas residiendo en el municipio de Coal. La densidad de población era de 3,13 hab./km². De los 277 habitantes, el municipio de Coal estaba compuesto por el 97,47 % blancos, el 0,72 % eran asiáticos y el 1,81 % eran de una mezcla de razas. Del total de la población el 0 % eran hispanos o latinos de cualquier raza.